# موزیلا

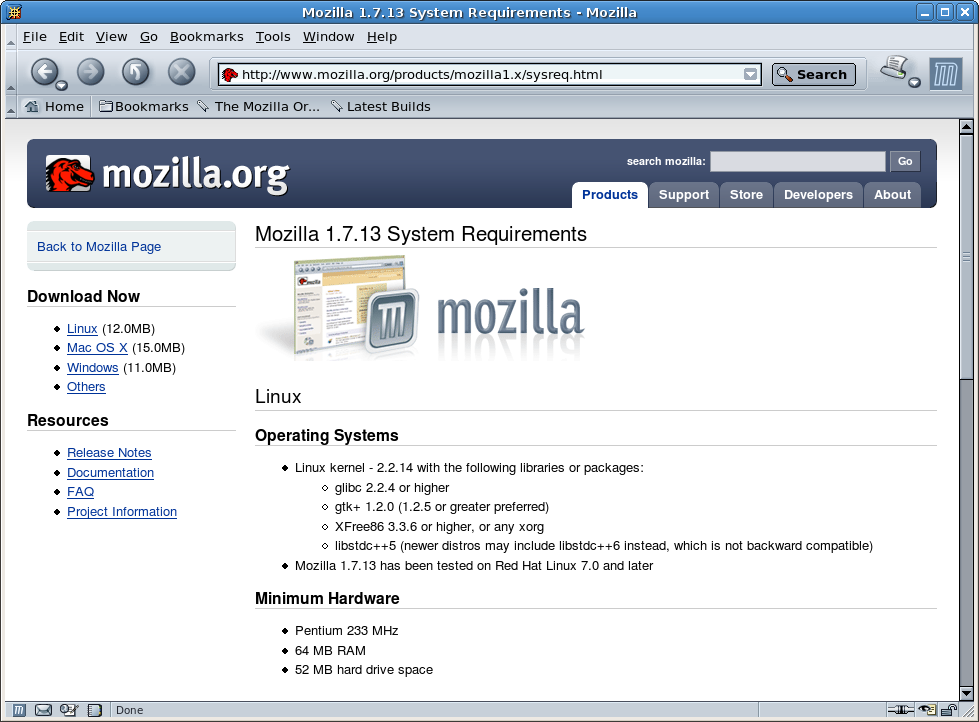
موزیلا

موزیلا (به انگلیسی: Mozilla) نامی‌ست که دارای انواع گوناگون در ارتباط با mozilla می‌باشد. کاربرد این نام (موزیلا) می‌تواند اشاره داشته باشد به:
- نام بنیاد موزیلا که به توسعهٔ پروژه‌های گوناگونی چون فایرفاکس و تاندربرد می‌پردازد.
- مجموعه نرم‌افزار اینترنتی موزیلا ارائه‌شده توسط بنیاد موزیلا که این روزها با تغییر نام به سی‌مانکی در ذیل بنیاد موزیلا توسط انجمن سی‌مانکی عرضه می‌شود.
- اسم‌رمز نرم‌افزار هدایتگر نت‌اسکیپ.